# Incidentul OZN de la Nürnberg (1561)

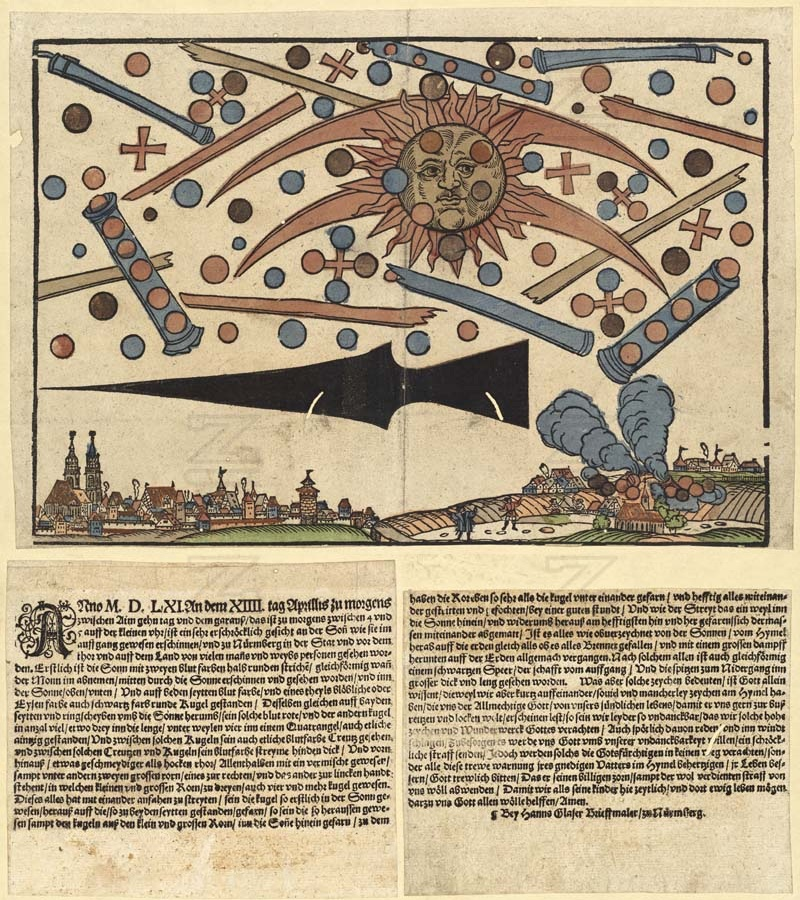
Ştiri tipărite în Nürnberg: pe 4 aprilie 1561 sunt văzute numeroase obiecte aeriene necunoscute. Discuri și sfere par să iasă dintr-un mare cilindru. Din colecţia Wickiana din Zürich. Imagine de Hanns Glaser

Incidentul OZN de la Nürnberg (1561) s-a petrecut la 4 aprilie 1561. Locuitorii orașului Nürnberg au fost martorii unuia dintre cele mai misterioase evenimente atribuite manifestării fenomenului OZN. Informații despre eveniment au apărut într-o foiță informativă imprimată 10 zile mai târziu pe 14 aprilie.

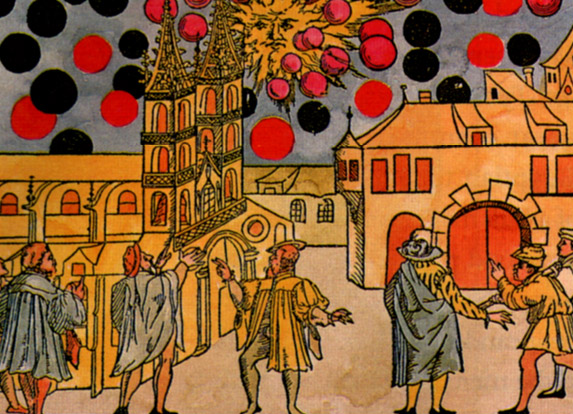

## Descriere
Numeroase scuturi strălucitoare, cruci de foc și nave în formă de țigară de foi au apărut pe cer. Cetățenii orașului Nürnberg au rămas încremeniți din cauza acestui spectacol, privind cu spaimă obiectele ce evoluau pe deasupra lor. Oamenii au fost înnebuniți de groază când aceste obiecte aeriene au părut că se lansează într-o bătălie aeriană pentru supremație în ceruri. Locuitorii s-au retras în biserici și catedrale pentru a se ruga. După un timp au observat prin ferestrele bisericilor că navele se liniștesc și puternicul zgomot încetează. Alte surse ale epocii au remarcat că nu a fost vorba de un război ci de o operațiune de salvare sau ajutorare a unor obiecte care păreau să fi suferit un fel de accident. Mulți oameni, văzând pe cer cruci de foc, au crezut că a venit Ziua Judecății.

## Explicații
Unii cercetători au considerat că a avut loc fenomenul halou, dar nu se poate explica astfel zgomotul puternic.